# Étang de Marcenay
L'étang de Marcenay est situé dans le Châtillonnais à 214 m d'altitude en Côte-d'Or sur les communes de Marcenay et Larrey.

## Géographie
D'une superficie de 92 hectares avec une petite île en son centre, l'étang est au nord du village de Marcenay desservi par des voies communales ; il est environné à l’ouest de collines calcaires boisées et à l’est d'une plaine où alternent bocage et cultures.

## Histoire
Il s'agit d'un lac artificiel né d'un obstacle à l'écoulement, créé par les moines de l’abbaye de Molesme en 1239 pour la pisciculture. Un ancien haut fourneau de 1742 s'y trouve.
Depuis 2016, c'est une propriété conjointe de 115 ha entre le Conservatoire d'espaces naturels de Bourgogne créé en 1986 et la Fédération de Côte-d'Or pour la pêche et la protection du milieu aquatique. Il a été vidangé fin 2016 avant de connaître divers travaux d'aménagements raisonnés.

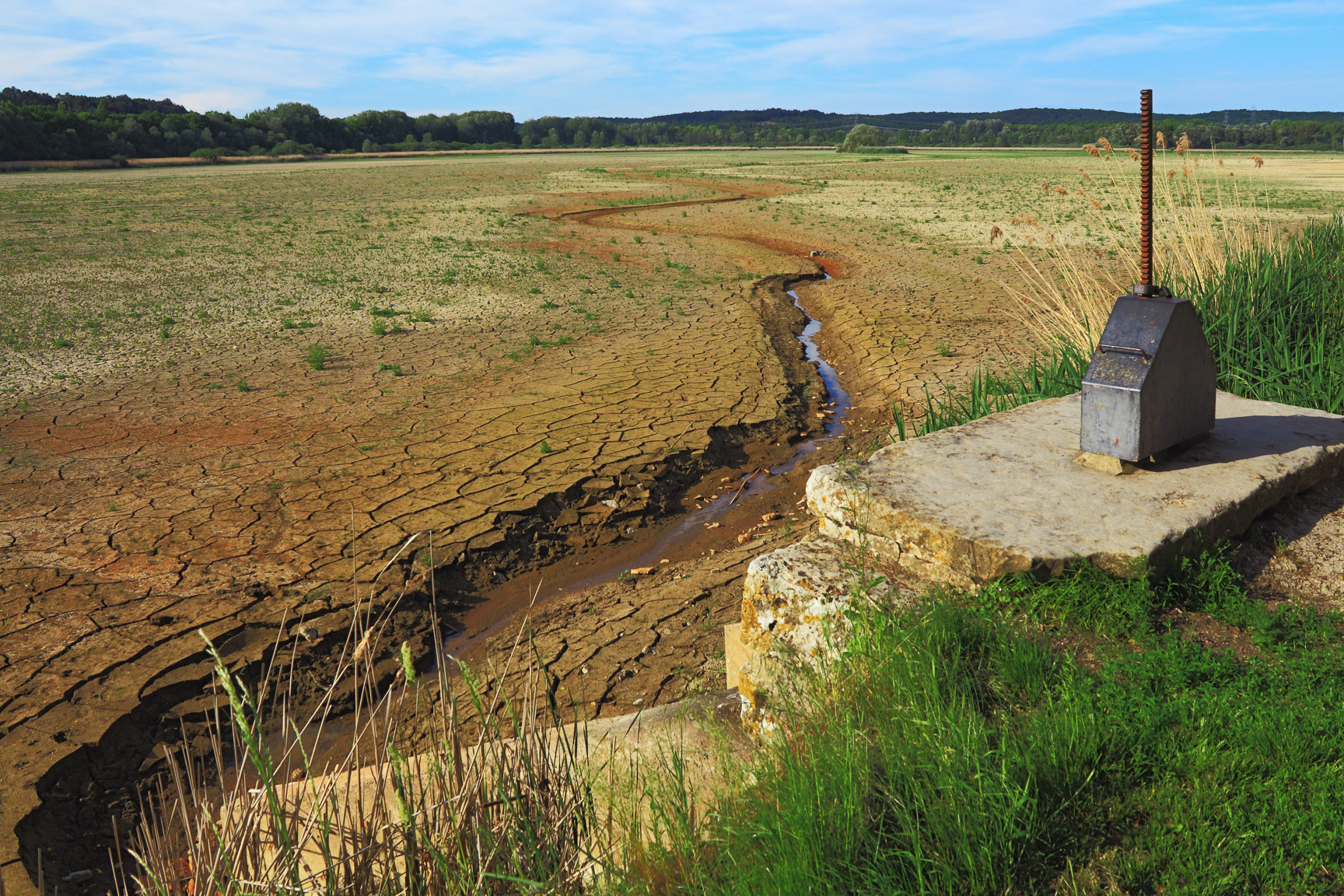
La vidange de l'étang en 2017.
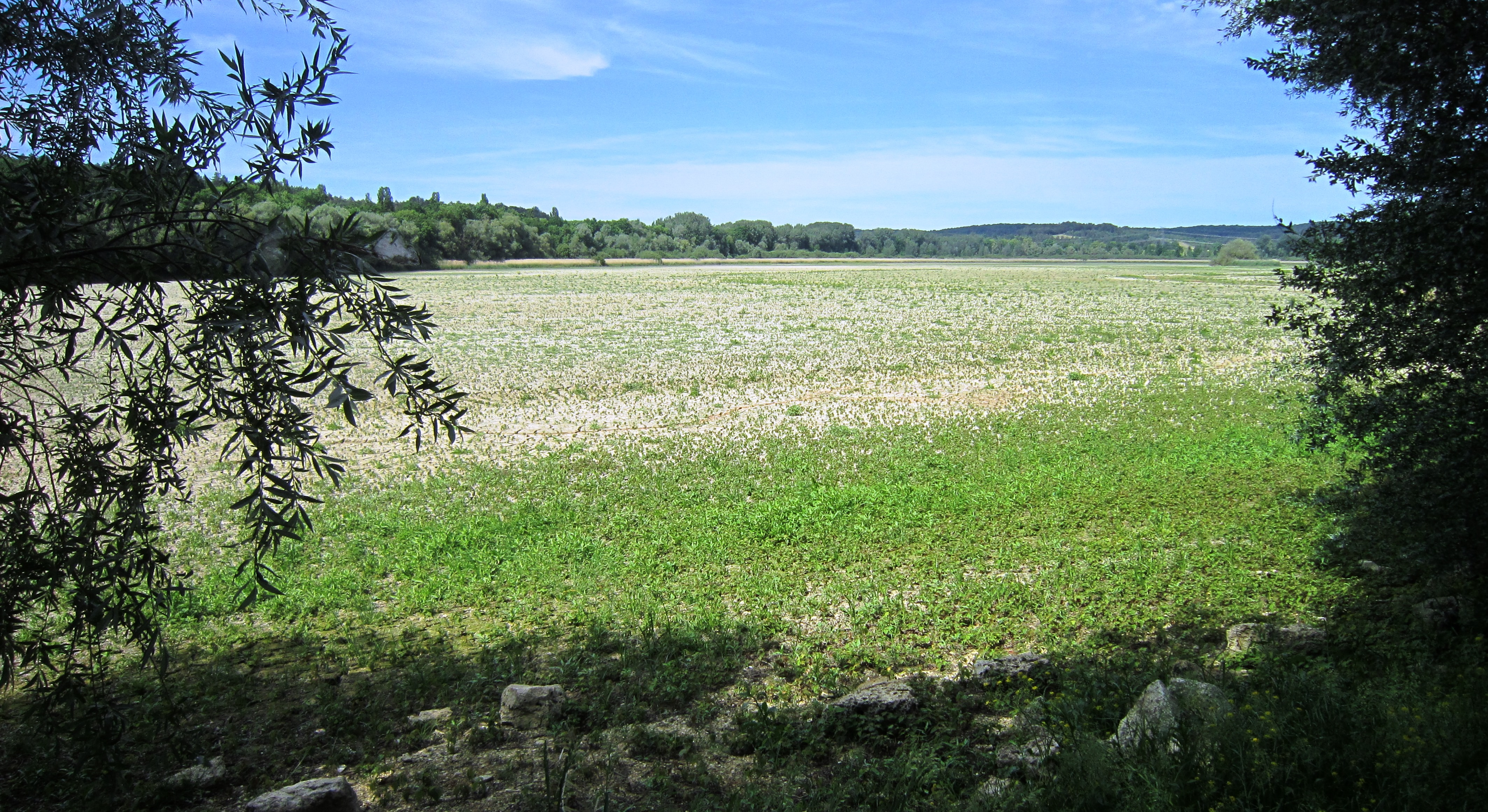
Pendant les travaux de maintenance en 2017.
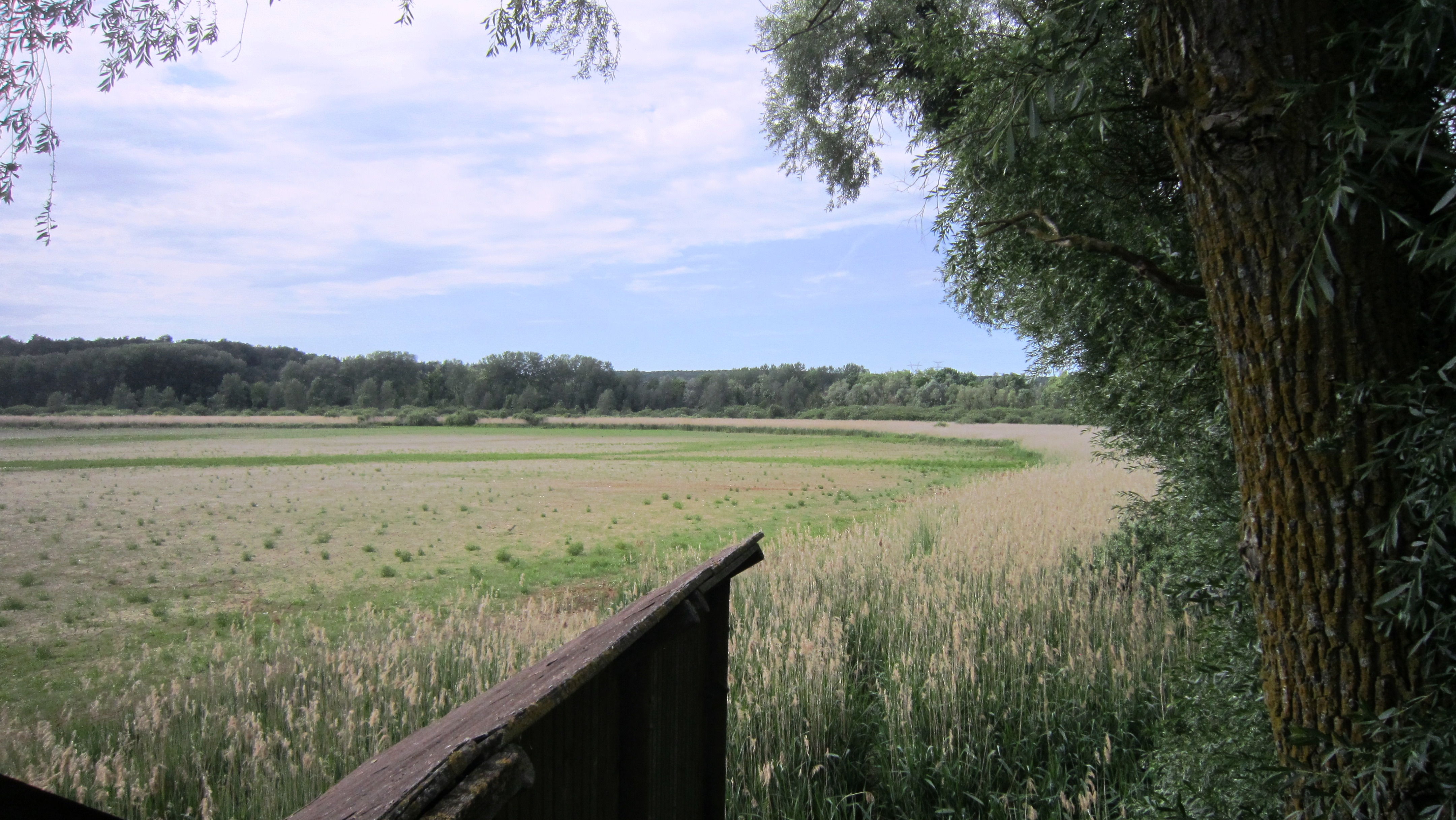
La roselière en 2017.

## Activités

### Tourisme
C'est une randonnée grand public très usitée avec un sentier pour le tour du lac. Un parc de loisirs, une maison du terroir et un camping sont installés en rive sud, accessibles depuis le village de Marcenay.

### Pêche
La pêche a repris le 1er mai 2019 à la suite de la remise en eau et au réempoissonnement de 2018. L'étang est peuplé de brochets, gardons, tanches, perches et carpes.

## Environnement
Équipé d'un poste d'observation ornithologique, plus de 180 espèces d'oiseaux y ont été observées.
Le site se trouve dans la zone naturelle d’intérêt écologique, faunistique et floristique (ZNIEFF) de l'étang de Marcenay, de type 1. C'est aussi un Espace naturel sensible inauguré en mai 2019 comprenant notamment une roselière d'une surface totale d'environ 30 hectares.

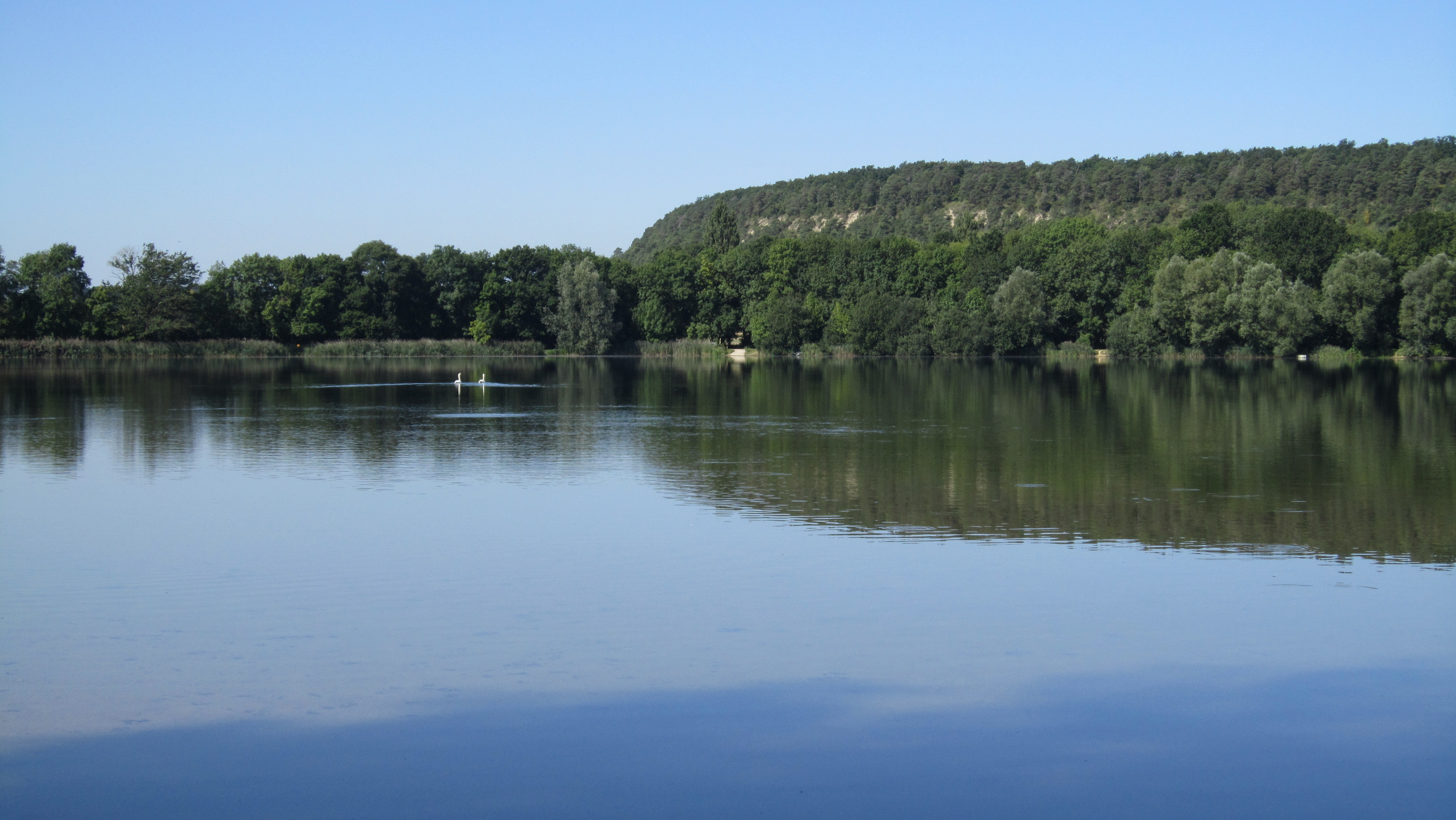
L'étang et les collines boisées à l'ouest.
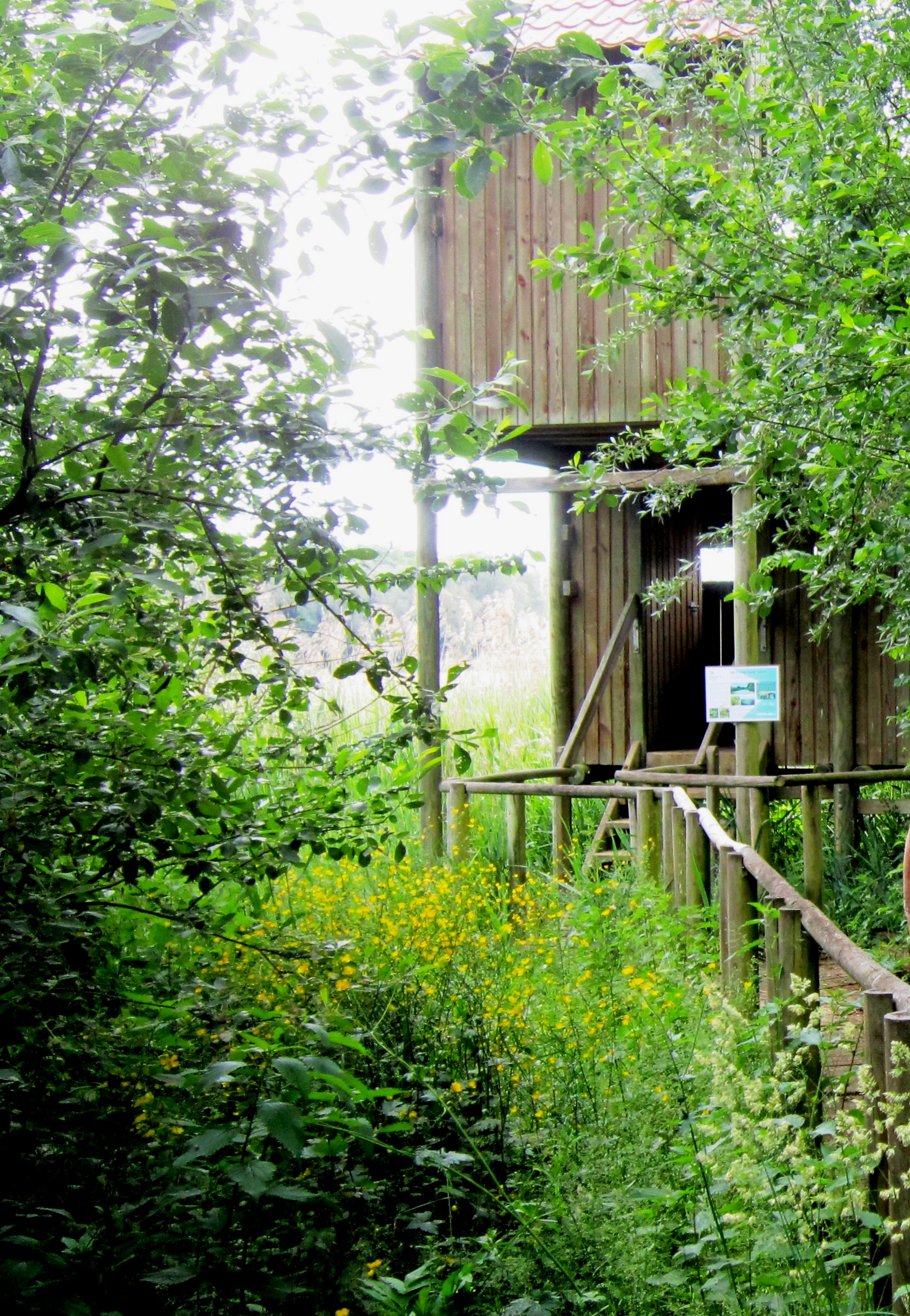
La tourelle d'observation ornithologique.
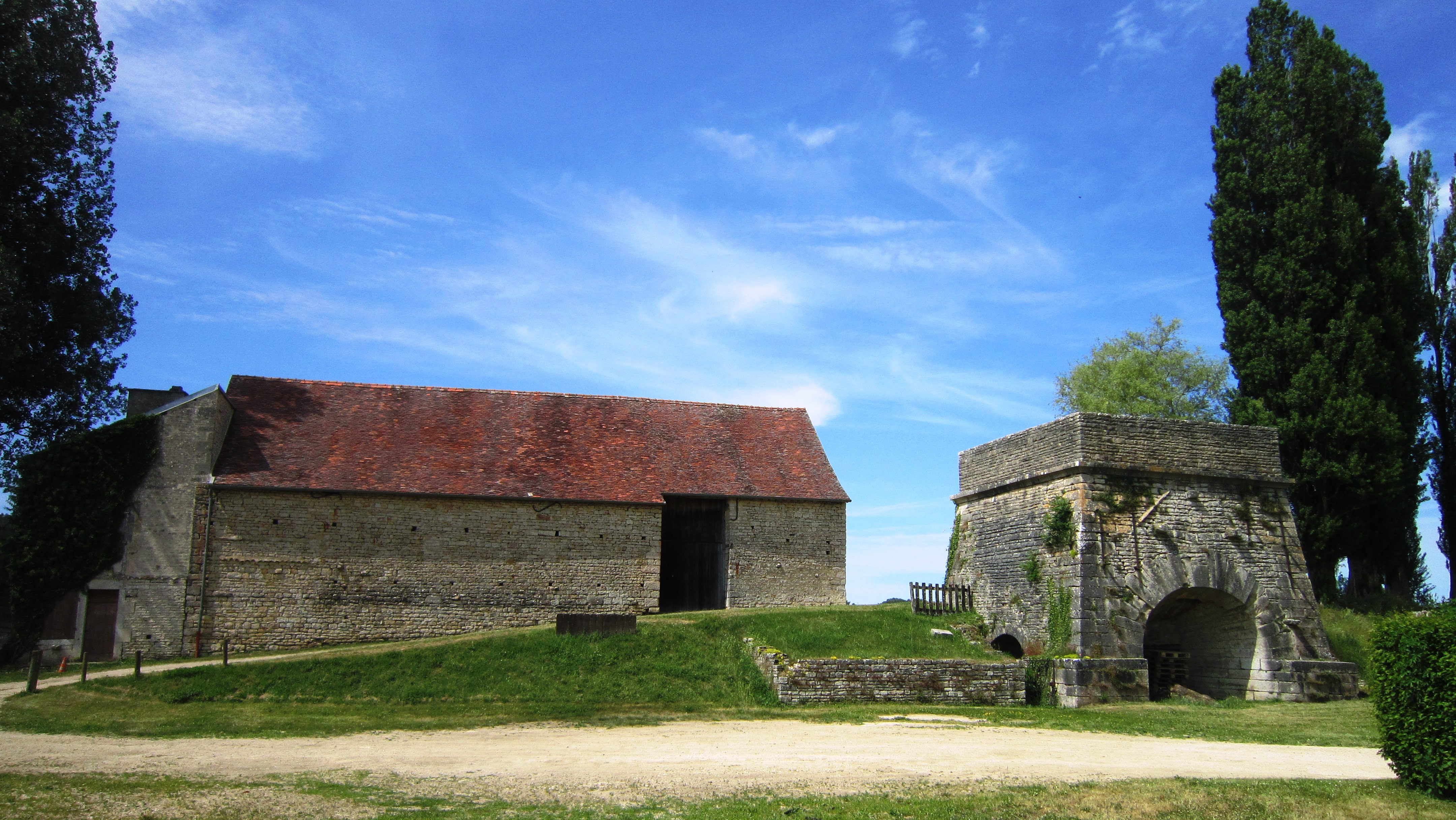
L'ancien haut-fourneau de 1742 et la grange transformée en maison du terroir.

## Valorisation du patrimoine
La grange du haut-fourneau abrite la maison du terroir du pays châtillonnais.